# Ardisia subcrenulata
Ardisia subcrenulata är en viveväxtart som beskrevs av I.undell. Ardisia subcrenulata ingår i släktet Ardisia och familjen viveväxter. Inga underarter finns listade i Catalogue of Life.